# Историко-этнографические области Украины
Историко-этнографическая область Украины — регион на Украине, характеризующийся определёнными общими чертами в культуре, этнографии, языке, самосознании местного населения.
На одной и той же территории наслаиваются области разного исторического происхождения — сложившиеся в раннее средневековье, позднее средневековье, новом времени.
Говоря об истории или географии Украины, часто выделяют такие регионы, как Волынь, Подолье, Слобожанщина, Среднее Поднепровье и другие. Границы историко-этнографических областей Украины не совпадают с современным административно-территориальным делением. Например, когда говорят об «исторической Волыни», то имеют в виду не современную Волынскую область, а значительно большую территорию, к которой причисляют ещё и Ровенскую, Житомирскую и часть Хмельницкой области. Большинству людей понятно, что, хотя границы Волыни или Среднего Поднепровья никакими официальными постановлениями не закреплены, города Луцк и Владимир-Волынский стоят на Волыни, а Канев и Переяслав — в Среднем Поднепровье. Однако, если мы захотим выделить на карте границы указанных неформальных регионов, то это будет сделать непросто.
К числу историко-этнографических регионов можно отнести пограничные территории, которые были предметом межгосударственных споров и/или нейтральными зонами (Покутье, Дикое поле).

## Регионы

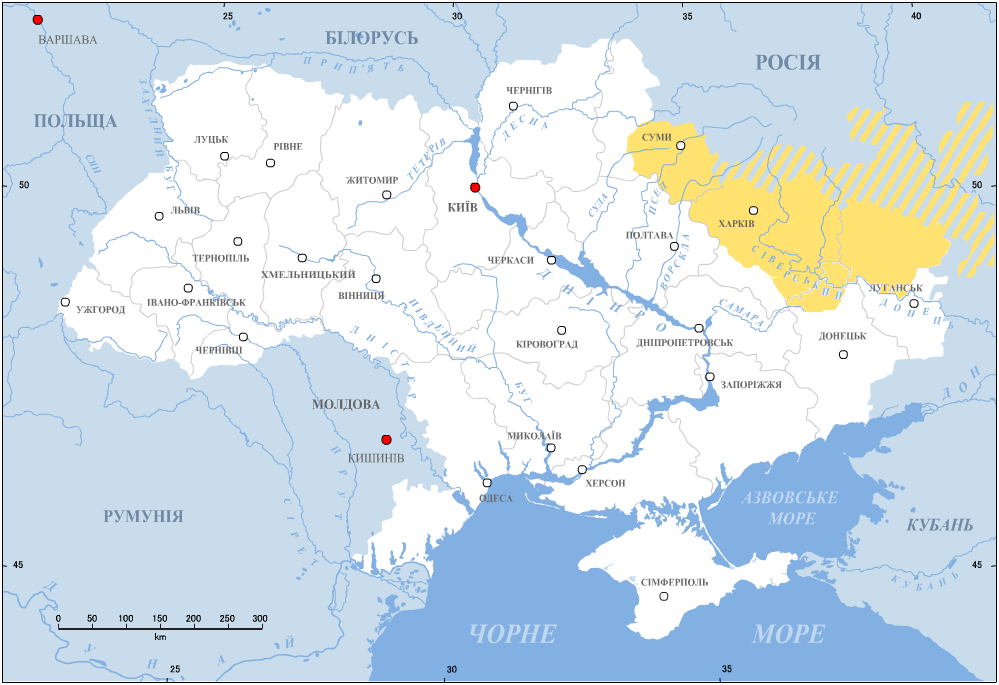
Слободская Украина

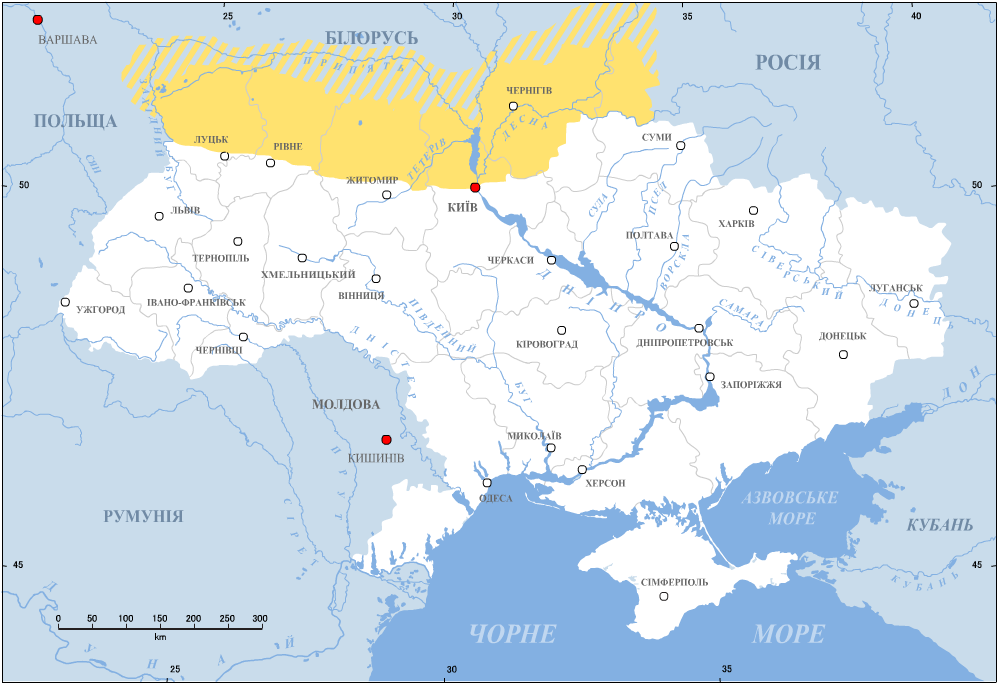
Полесье

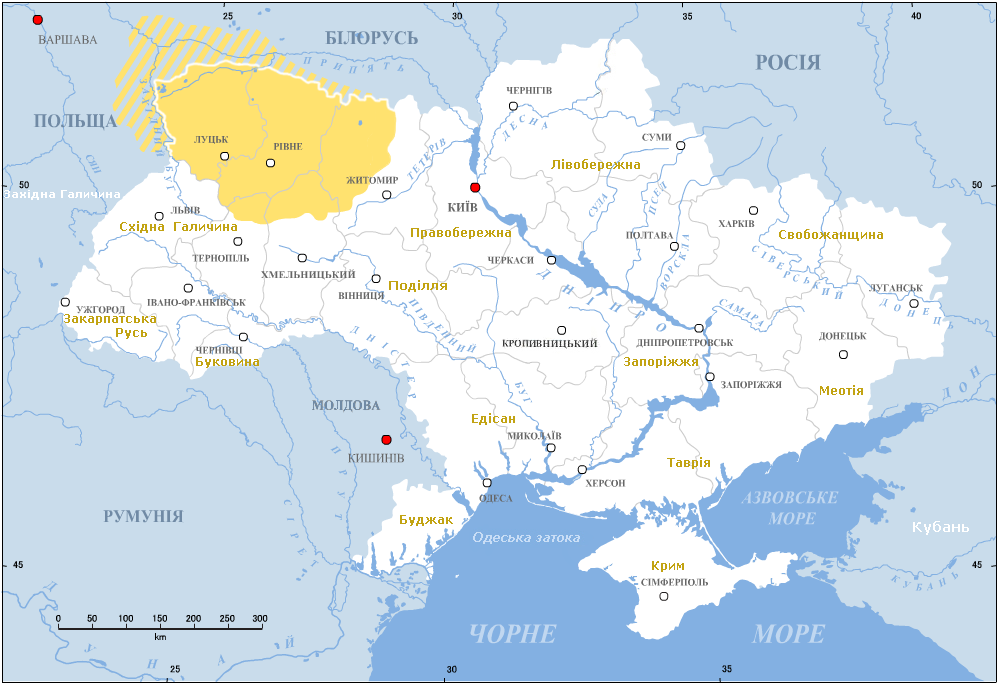
Волынь

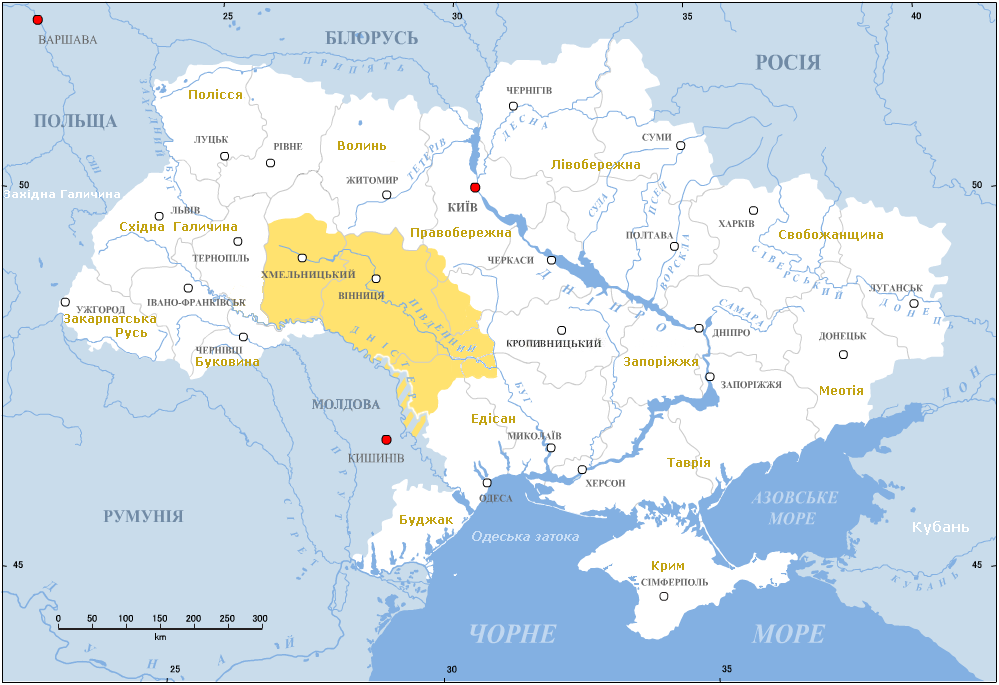
Подолье

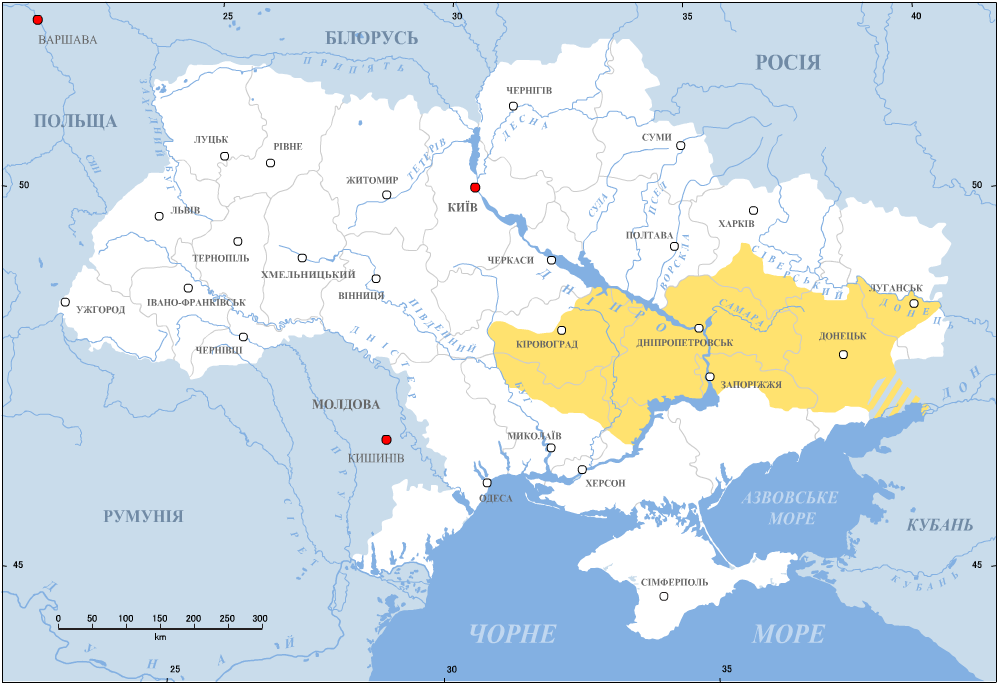
Запорожье

По материалам крупнейших комплексных этнографических исследований украинских земель, которые были осуществлены в конце XIX — начале XX века, в пределах современных государственных границ Украины можно выделить более 20 этнографических регионов. Например, Оксана Юльевна Космина выделяет 24 этнографических региона (некоторые из них состоят из субрегионов) и объединяет их в 4 макрорегиона: Полесье, Лесостепь, Степь, Карпаты:
- Полесье
  - Черниговщина
  - Волынское Полесье
  - Житомирское Полесье
  - Киевское Полесье
  - Новгород-Северское Полесье
- Лесостепь
  - Поднепровская Украина
  - Левобережная Украина
    - Полтавщина
    - Слободская Украина (Слобожанщина)

  - Правобережная Украина
    - Ополье
    - Киевщина
    - Подолье
      - Западное Подолье
      - Восточное Подолье

    - Волынь
    - Галиция
- Степь
  - Приазовье
  - Крым[3]
  - Таврика
  - Бессарабия
  - Буджак
- Карпаты
  - Буковина
  - Гуцульщина
  - Покутье
  - Бойковщина
  - Лемковщина
  - Закарпатье